# Finlands försvarsmakt
Försvarsmakten (finska: Puolustusvoimat) är Finlands militära försvar. Dess huvuduppgift är att försvara Finlands territorium, dess medborgare och samhällets funktioner. Försvarsmakten är underställd Försvarsministeriet och leds av kommendören för försvarsmakten. Republikens president är överbefälhavare. Finland är medlem i försvarsalliansen NATO sedan april 2023.
Gränsbevakningsväsendet, som är underställt Inrikesministeriet, är en separat myndighet men kan vid behov underställas Försvarsmakten för militära uppgifter.
Försvarsmakten bygger på allmän värnplikt för män och frivillig militärtjänst för kvinnor, samt en stor reserv. Endast en del av personalen är fast anställd militär och civil personal (kader), medan huvuddelen av den krigstida styrkan består av utbildade reservister. Den operativa krigstida styrkan har en målsättning på cirka 280 000 soldater. Denna storlek har justerats över tid baserat på säkerhetsläget och teknologisk utveckling.

## Historia

### Autonomitiden 1809–1917
Under Finlands tid som storfurstendöme inom det ryska imperiet fanns en finländsk armé under flera perioder:
- Den värvade finska militären (1812–1831 och 1846–1860), bland annat representerad av Finska grenadjärskarpskyttebataljonen
- Den indelta finska militären (1855–1868)
- Den värnpliktiga finska militären (1881–1902)

Finska gardet var från början ett värvat och senare ett värnpliktigt finländskt gardesförband. Det tillhörde den ryska gardeskåren men var förlagt i Helsingfors. Den finska militären deltog i försvaret av Finland under Krimkriget, då landet utsattes för angrepp från Frankrike och Storbritannien.
Under den ryska tiden tjänstgjorde över 3 000 finländare som officerare i den kejserliga ryska armén. Runt mitten av 1800-talet var omkring var femte vuxen finländsk adelsman officer. Totalt blev över 300 finländare generaler eller amiraler. År 1877 fanns det cirka 42 finländska generaler i rysk tjänst. Även meniga soldater rekryterades: mellan 1830 och 1833 anmälde sig omkring 3 500 finländare som frivilliga.
Man skilde då mellan den finska militären (ryska: Finskij, Финский), som uppsattes och finansierades av Senaten för Finland, och den finländska militären (ryska: Finljandskij, Финляндский), vilket var benämningen på ryska trupper förlagda i Finland.

### Finska inbördeskriget

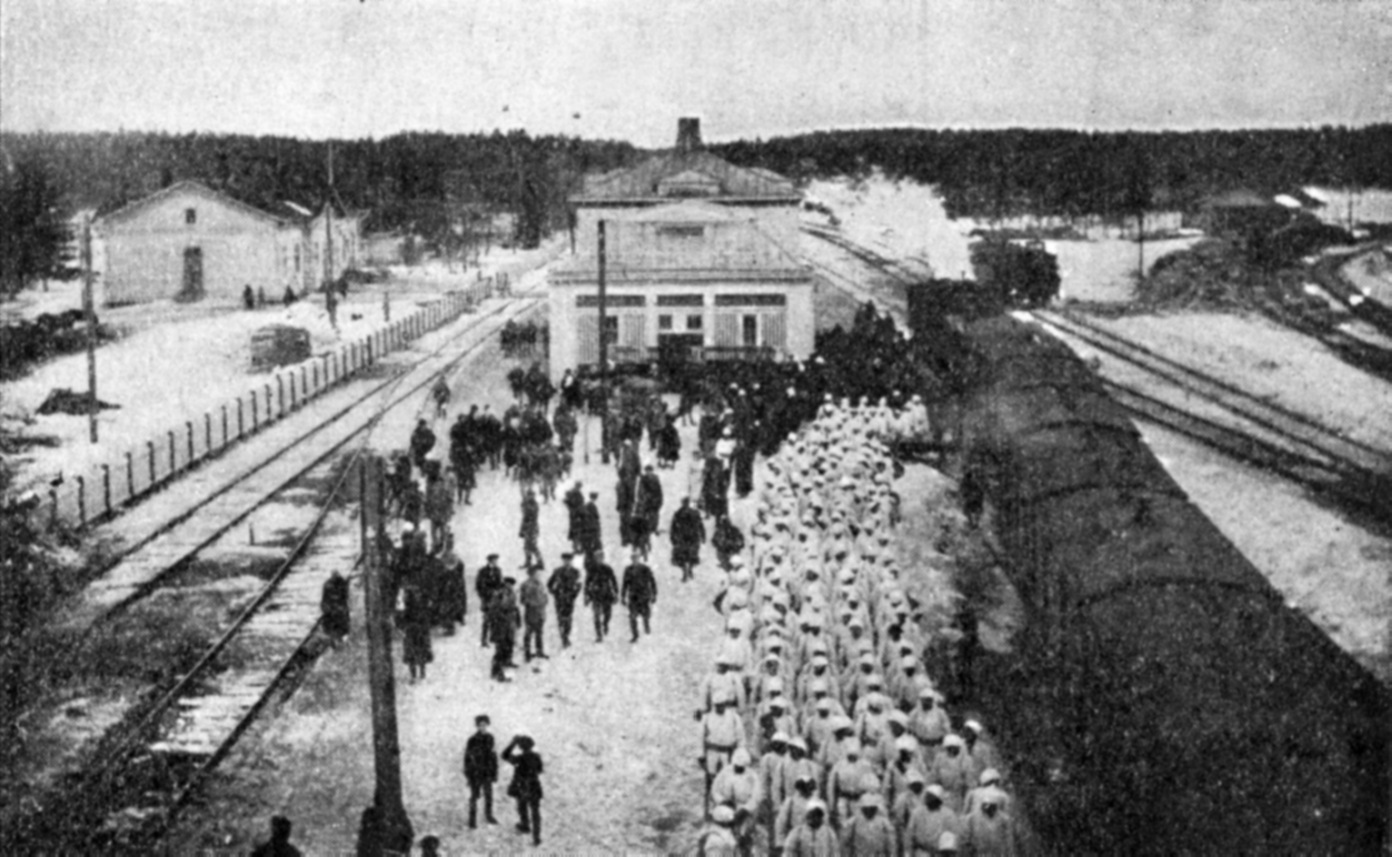
11. jägarbataljonen urlastar vid järnvägsstationen i Pieksämäki.

Ryska revolutionen 1917 fick snabbt återverkningar i Finland. Ryska trupper i landet gjorde myteri och vägrade ta order från tsarregimen. Samtidigt saknades organiserad ordningsmakt, vilket ledde till att frivilliga skyddsstyrkor bildades. Den borgerliga sidan organiserade så kallade vita skyddskårer, medan socialisterna skapade röda garden. De röda sympatiserade med bolsjevikerna, medan de vita strävade efter självständighet från Ryssland.
Samtidigt hade finländska jägare i hemlighet fått militär utbildning i Lockstedt, i den preussiska provinsen Schleswig-Holstein, och deltagit på Tysklands sida i första världskriget. Dessa jägare, ibland kallade *pfadfindrarna*, återvände till Finland och utgjorde grunden för den nya arméns officerskår. En stor del av jägarna var finlandssvenskar.
Inbördeskriget utkämpades i början av 1918. Efter flera slag, däribland slaget om Tammerfors, och sedan en tysk expeditionskår intagit Helsingfors, bröt de vita det röda försvaret. De återstående röda kapitulerade eller flydde till Ryssland. Under ledning av general Carl Gustaf Mannerheim stod de vita som segrare. Den bolsjevikiska regeringen under Lenin erkände Finlands självständighet den 4 januari 1918.

### Aunusexpeditionen
Efter inbördeskriget stod Finland under starkt tyskt inflytande, vilket varade till hösten 1918. Då Tyskland ingått fred med den bolsjevikiska regeringen hölls relationerna till Ryssland formellt fredliga, trots att krigstillstånd tekniskt sett fortfarande rådde. Efter Tysklands nederlag vände Finland utrikespolitiskt mot ententemakterna.
Samtidigt började finska nationalister organisera en expedition till Fjärrkarelen, för att stödja karelsktalande grupper i uppror mot bolsjevikerna. Målet var både att hjälpa stamfränder och att införliva området i Finland. Cirka 3 000 frivilliga deltog, men expeditionen misslyckades. Endast socknarna Repola och Porajärvi kunde hållas, och byttes 1921 mot Petsamo i freden i Dorpat.

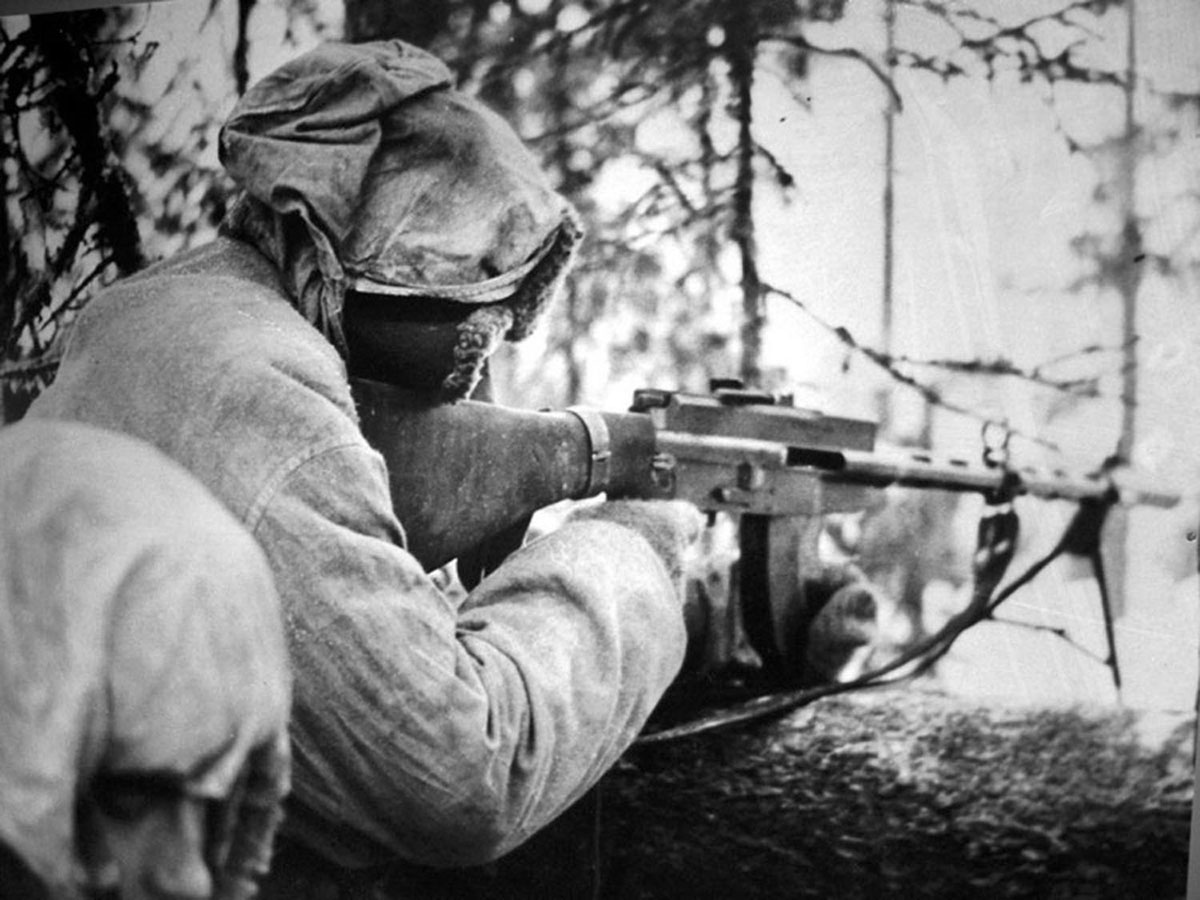
Snabbeldsgevärsskytt i eldställning med Lahti-Saloranta M/26, februari 1940.

### Estlands frihetskrig
Under år 1919 deltog frivilliga från Finland i Estlands frihetskrig.

### Vinterkriget
Den 30 november 1939 inledde Sovjetunionen ett anfallskrig mot Finland, efter en iscensatt provokation kallad Skotten vid Mainila. Sovjetiska styrkor mötte motstånd vid bland annat Tolvajärvi, Suomussalmi och längs Mannerheimlinjen.
Trots framgångar tvingades Finland till fred 1940 efter att linjen brutits. Villkoren var hårda men landet förblev självständigt. Det är numera belagt att Josef Stalins mål var att införliva Finland i Sovjetunionen. Som en del av detta utsågs Otto Ville Kuusinen till ledare för en marionettregering, den så kallade Terijokiregeringen, i väntan på sovjetisk seger.

### Fortsättningskriget

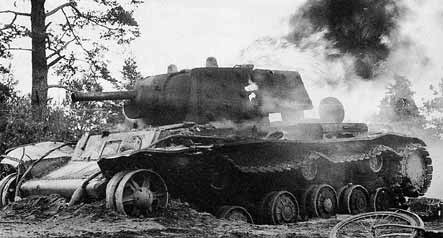
Förstörd sovjetisk stridsvagn av typen KV-1 i Fjärrkarelen, september 1941.

När Tyskland inledde Operation Barbarossa mot Sovjetunionen sommaren 1941, räknade båda sidor med att Finland skulle stödja Tyskland. Den finländska armén bistod tyskarna bland annat genom att minera Finska viken och sända ut patruller på sovjetiskt territorium för underrättelseinhämtning.
Sovjetiskt flyg bombade finländska städer innan någon formell krigsförklaring ägt rum. Kort därefter gick Finland in i kriget och avancerade snabbt. De finländska styrkorna erövrade stora områden i Fjärrkarelen, medan de sovjetiska trupperna var hårt pressade.
Marskalk Carl Gustaf Mannerheim valde dock att begränsa offensiven. Han beordrade halt vid floden Svir och framför Leningrad, delvis för att inte provocera USA och Storbritannien, som uttryckt oro över att lend-lease-trafiken över Murmanskjärnvägen skulle störas.
Därefter följde ett ställningskrig, som varade från slutet av 1941 till sommaren 1944. Finland avstod från större offensiver, trots att vissa politiker och officerare förespråkade en utvidgning av territoriet mot ett "Stor-Finland". Fokus låg istället på att försvara de områden som redan tagits.
Den 9 juni 1944 inledde Sovjetunionen en massiv offensiv över Karelska näset. De finländska styrkorna tvingades retirera och överge Viborg. I en serie hårda strider, bland annat vid Tali och Ihantala, lyckades Finland bromsa det sovjetiska anfallet tillräckligt för att offensiven skulle mattas av.
Samtidigt landsteg de västallierade i Normandie, vilket öppnade en ny front i Europa. Sovjetunionen började då omfördela styrkor mot Tyskland.
I Finland avgick president Risto Ryti, vilket banade väg för att inleda förhandlingar om vapenstillestånd. Ledningen ansåg att en fortsatt sovjetisk offensiv kunde leda till total kapitulation, och valde att söka fred medan självständigheten ännu kunde försvaras.

### Lapplandskriget

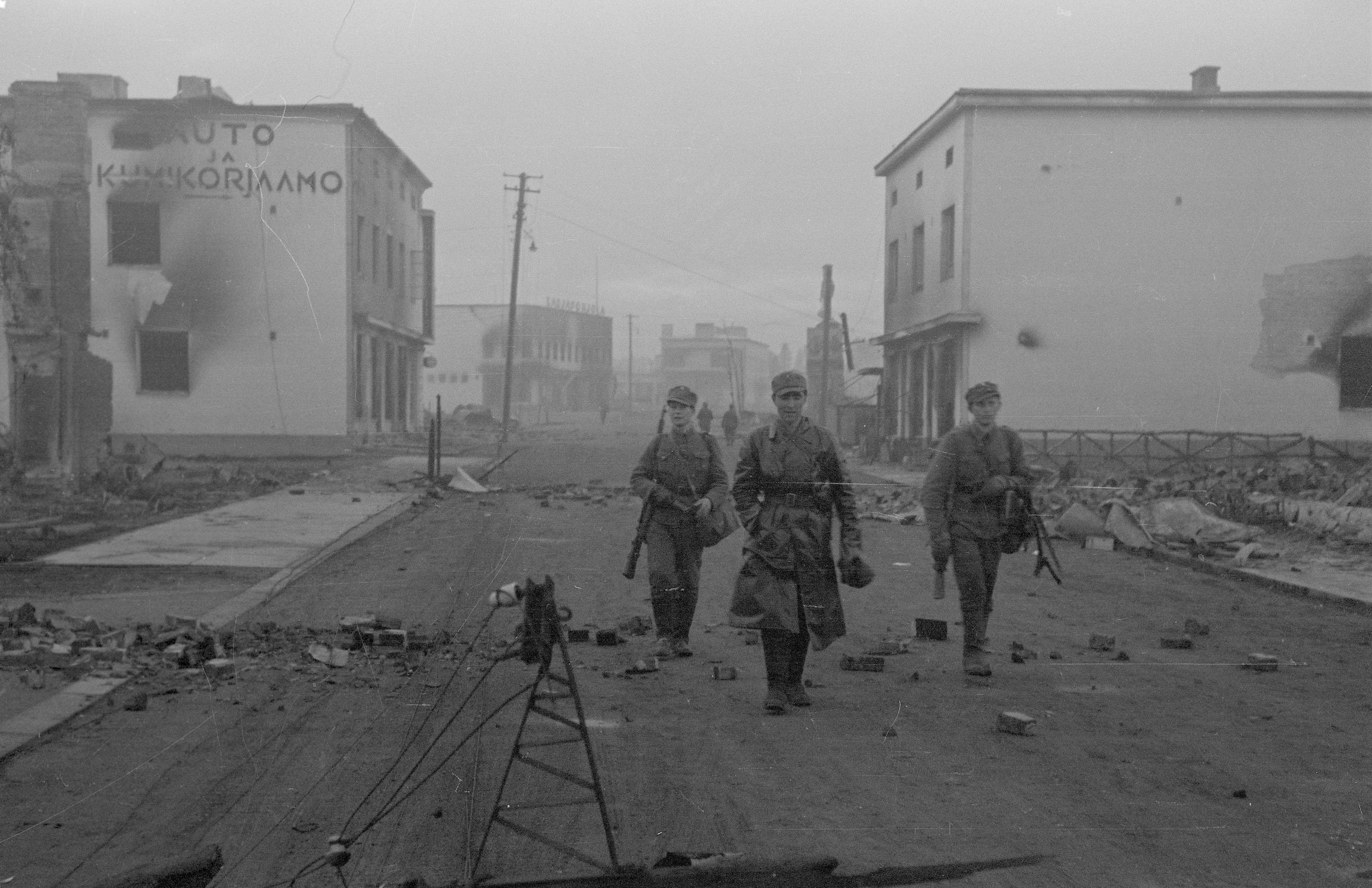
Finländska trupper återtar det förstörda Rovaniemi, oktober 1944.

Lapplandskriget var en väpnad konflikt mellan Finland och Nazityskland från hösten 1944 till våren 1945. Det utkämpades som en följd av vapenstilleståndet med Sovjetunionen och ledde till omfattande förstörelse i norra Finland.
Som en del av vapenstilleståndsvillkoren ålades Finland att avlägsna de tyska trupperna från sitt territorium. Till en början skedde detta utan strider. Tyska förband drog sig tillbaka och finländska enheter följde efter, i ett ömsesidigt samförstånd som kom att kallas ”låtsaskriget”.
Den bräckliga ordningen bröts när tyskarna försökte ta kontroll över Hogland, samtidigt som Sovjetunionen krävde att Finland skulle agera mer kraftfullt. I oktober 1944 landsteg general Hjalmar Siilasvuos trupper i Torneå, vilket överraskade de tyska styrkorna och utlöste regelrätta strider.
Som svar inledde tyskarna en reträtt enligt den brända jordens taktik. Omfattande förstörelse drabbade särskilt Lappland, och tusentals civila tvingades fly till Sverige. Städer som Rovaniemi brändes nästan helt ner.
Den 27 april 1945 hade de sista tyska trupperna lämnat Finland. Därmed avslutades Lapplandskriget och Finlands deltagande i andra världskriget.

### 1945–1990
Efter andra världskriget stod den finländska armén inför stora utmaningar. Krigsskadestånden till Sovjetunionen band resurser, och mycket av den gamla, slitna materielen fick behållas långt efter sin tekniska livslängd.
Samtidigt drabbades försvarsmakten av den så kallade vapengömmoaffären. För att möta ett upplevt hot om ett sovjetiskt kuppförsök hade hemliga vapendepåer upprättats runt om i landet. Åtgärden i sig var inte olaglig, men när den avslöjades av den kommunistinfluerade statspolisen reagerade Sovjetunionen kraftigt. Flera officerare åtalades och dömdes till fängelse eller avskedades.
Enligt fredsavtalet förbjöds Finland att inneha vissa vapensystem, däribland jaktrobotar och ubåtar. Genom diplomatiska kontakter med signatärmakterna lyckades man dock förhandla fram undantag, vilket gjorde det möjligt att införskaffa bland annat jakt- och pansarvärnsrobotar.
Trots begränsade resurser och politiska restriktioner förblev försvarsviljan stark. Den finländska försvarsmakten präglades under hela perioden av hög moral och medvetenhet om att ett trovärdigt försvar var avgörande för att bevara självständigheten.

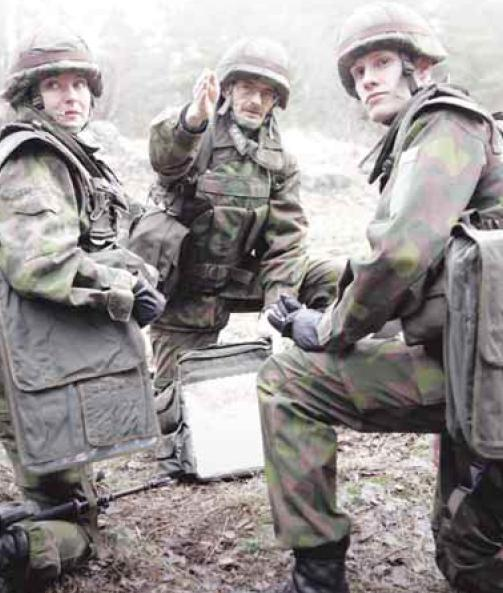
Finländska reservister vid en repövning 2005.

### 1990–idag
Vid Sovjetunionens sönderfall 1991 förklarade sig Finland omedelbart som befriat från fredsavtalet 1947, och började köpa in modern utrustning från väst. Jaktplan av typen F-18 Hornet tillfördes på nittiotalet och stärkte luftförsvarsförmågan väsentligt.  
Den mycket stora krigsorganisationen har bantats ordentligt, men fortfarande kan Finland mobilisera cirka 350 000 man. Tre brigader är helt moderna, varav pansarbrigaden är utrustad med Leopard 2 stridsvagnar och svenska stridsfordon 90 mekaniserade infanterivagnar. Det finländska artilleriet omfattar över 1 000 pjäser.

## Organisation
Kommendören för försvarsmakten leder organisationen genom Huvudstaben, som är det centrala organet för planering och styrning. Huvudstaben ligger i Helsingfors. Under kommendören finns försvarsgrenarnas staber samt flera ämbetsverk och stödfunktioner.
- Finska namn anges i kursiv stil vid första förekomst.*

Efter reformerna 2008 och 2015 består Försvarsmakten av:
- Huvudstaben (Pääesikunta) – inkluderar Försvarsmaktens underrättelsetjänst (Puolustusvoimien tiedustelulaitos)
- Armén (Maavoimat)
- Marinen (Merivoimat)
- Flygvapnet (Ilmavoimat)
- Försvarshögskolan (Maanpuolustuskorkeakoulu)
- Försvarsmaktens logistikverk (Puolustusvoimien logistiikkalaitos) – ansvarar för materiel, transporter, sjukvård och underhåll
- Försvarsmaktens ledningssystemcenter (Puolustusvoimien johtamisjärjestelmäkeskus) – ansvarar för IT- och ledningssystem
- Försvarsmaktens servicecenter (Puolustusvoimien palvelukeskus) – sköter ekonomi- och personalförvaltning

### Armén
Armén leds av Arméstaben (Maavoimien esikunta) i S:t Michel. De viktigaste förbanden är:
- Pansarbrigaden (Panssariprikaati), Parola
- Björneborgs brigad (Porin prikaati), Säkylä och Kankaanpää (Niinisalo)
- Gardesjägarregementet (Kaartin jääkärirykmentti), Helsingfors (Santahamina)
- Jägarbrigaden (Jääkäriprikaati), Sodankylä och Rovaniemi
- Kajanalands brigad (Kainuun prikaati), Kajana
- Karelska brigaden (Karjalan prikaati), Vekaranjärvi (Kouvola)
- Uttis jägarregemente (Utin jääkärirykmentti), Uttis (Kouvola) – specialförband och helikoptrar
- Markstridsskolan (Maasotakoulu), Villmanstrand och Fredrikshamn – inkluderar Reservofficersskolan

### Marinen
Marinen leds från Marinstaben (Merivoimien esikunta) i Åbo. De huvudsakliga enheterna är:
- Kustflottan (Rannikkolaivasto), Åbo (Pansio)
- Kustbrigaden (Rannikkoprikaati), Obbnäs (Upinniemi)
- Nylands brigad (Uudenmaan prikaati), Dragsvik (Raseborg) – svenskspråkigt kustjägarförband
- Sjökrigsskolan (Merisotakoulu), Helsingfors (Sveaborg/Suomenlinna)

### Flygvapnet
Flygvapnet leds av Flygstaben (Ilmavoimien esikunta) i Jyväskylä (Tikkakoski). De viktigaste förbanden är:
- Karelens flygflottilj (Karjalan lennosto), Rissala (Kuopio)
- Lapplands flygflottilj (Lapin lennosto), Rovaniemi
- Satakunta flygflottilj (Satakunnan lennosto), Birkala (Tammerfors)
- Luftkrigsskolan (Ilmasotakoulu), Tikkakoski (Jyväskylä) – utbildar reservofficerare och teknisk personal

## Personal
Den finländska försvarsmakten har omkring 16 500 anställda. Av dessa är cirka 7 800 civilanställda, varav ungefär hälften är kvinnor. Den militära personalen uppgår till cirka 8 700 personer.
Anställd militär personal
- 2 400 officerare
- 3 500 institutofficerare
- 1 500 militär specialpersonal
- 900 specialofficerare
- 400 avtalsbundna soldater

Det finns även militärpräster och militärtjänstemän i organisationen.

## Värnplikt
Finlands försvarsmakt utbildar årligen cirka 24 000 värnpliktiga. Omkring 75 procent av alla finska män genomför sin värnpliktstjänstgöring.

## Utrustning
De finska soldaternas huvudvapen är 7,62 stormgevär.